# Aoplus permutabilis
Aoplus permutabilis är en stekelart som beskrevs av Heinrich 1961. Aoplus permutabilis ingår i släktet Aoplus och familjen brokparasitsteklar. Inga underarter finns listade i Catalogue of Life.